# Papillion
Papillion é uma cidade localizada no estado americano de Nebraska, no Condado de Sarpy.

## Demografia
Segundo o censo americano de 2010, a sua população era de 18894 habitantes.
Em 2006, foi estimada uma população de 21.271, um aumento de 4908 (30.0%).

## Geografia
De acordo com o United States Census Bureau, a localidade tem uma área de 10,8 km², sem área coberta por água.

## Localidades na vizinhança
O diagrama seguinte representa as localidades num raio de 12 km ao redor de Papillion.